# Textiles mayas

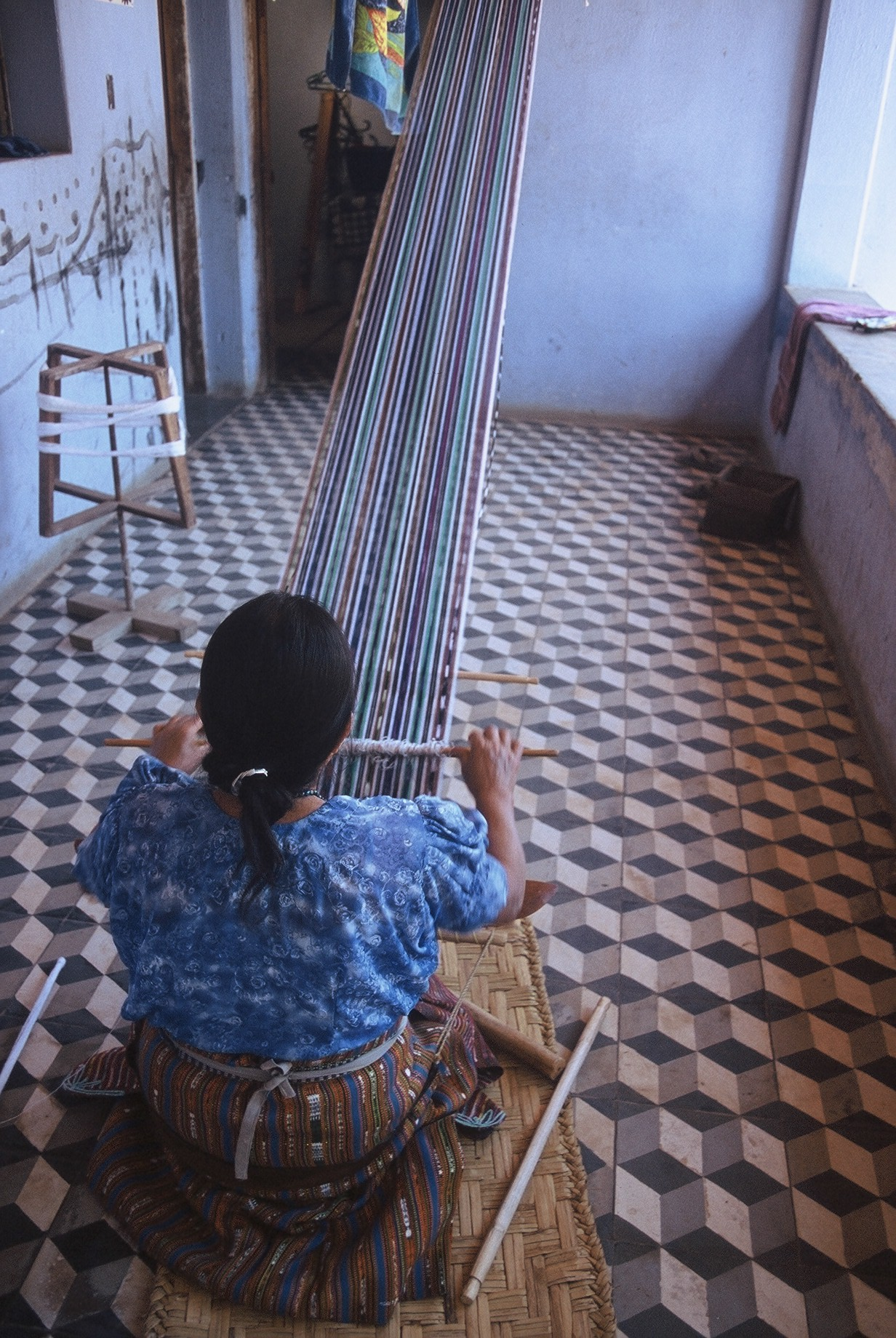
Technique de tissage traditionnel des mayas.

Les textiles mayas sont les vêtements et autres arts textiles des peuples mayas et des peuples autochtones de la péninsule du Yucatán au Mexique, au Guatemala, au Honduras, au Salvador et au Belize. Les femmes (en) créent traditionnellement créé des textiles dans la société maya, et les textiles constituent une forme importante d'art antique et de croyances religieuses maya. Ils sont considérés comme un bien de prestige permettant de distinguer les roturiers de l'élite. Selon Brumfiel, certains des plus anciens tissages trouvés en Mésoamérique pourraient remonter à environ 1000-800 av. J.-C.. 

## Matériaux
Les anciennes femmes mayas possèdent deux types de coton naturel, l’un blanc et l’autre brun, appelé cuyuscate, généralement teintés. La préparation du coton pour la filature est très contraignante, car il faut le laver et le nettoyer sans en prélever les graines. Le coton est généralement associé aux élites. 
Les femmes de l'élite ont également la possibilité de travailler avec les plumes et les perles les plus chères. Cependant, les elles doivent non seulement préparer les meilleurs vêtements pour leurs familles, mais aussi être douées pour le tissage de tapisseries, brocarts, broderies et teinture par nouage pour rendre hommage à d'autres familles et dirigeants. Les tisserands doivent travailler avec trois colorants naturels différents. Les femmes travaillent également avec le maguey. Cette fibre est un autre matériau couramment filé, et selon les espèces utilisées et le nombre d'étapes de production, on peut utiliser soit des cheveux humains ou d'animaux (lapin et chien), des plumes et des fibres végétales telles que l' asclépiade et le chichicastle, un ortie fibreuse originaire du sud du Mexique, également connue sous le nom de mala mujer. Le maguey est d’une grande utilité en tant que matériel de cordage utilisé pour les équipements pour chevaux, les filets, les hamacs et les sacs. 
Jusqu'au XIXe siècle, la plupart des fils teints le sont naturellement , mais de nos jours, les tisserands guatémaltèques préfèrent et s'appuient fortement sur « des fils commerciaux et filés à la main teints avec du colorant mollusque ». Comme le déclare Brumfiel, l'utilisation de ces matériaux plus faciles à acquérir « réduit le temps nécessaire à la production du tissu des deux tiers aux trois quarts…, ce qui permet aux tisserands de consacrer plus de temps au processus de tissage » lorsque vous utilisez un métier à sangle. Au lieu de consacrer le plus clair de leur temps à créer les colorants et à teindre le coton ou le maguey maintenant, un colorant pour mollusque ou des fils en acrylique accélèrent le processus global. Une autre raison d'utiliser des fils teints chimiquement est que les couleurs sont plus brillantes et ne se décolorent pas avec l'usure, le lavage et l'exposition au soleil aussi facilement que les fils teints naturellement. 

## Processus
Dans les textiles tissés, la première étape consiste à préparer des fibres, qui peuvent provenir de plantes, telles que le coton ou le maguey, ou d'animaux, tels que la laine de mouton. En Mésoamérique, seules les fibres végétales sont utilisées avant le contact avec l’Europe. Les fibres lâches sont filées à la main en fils, avec des fuseaux, un long dispositif en forme de bâton pour maintenir le fil, et des verticilles, un poids maintenu sur le fuseau pour augmenter son mouvement. Deux types de métiers à tisser sont utilisés : le métier à pieds et le métier à sangle arrière. Ce dernier est presque toujours utilisé par les femmes, qui attachent une extrémité du métier à un arbre ou à un poteau et fixent l’autre extrémité dans le bas de leur dos. Pour cette raison, la largeur du textile est limitée par ce que la femme en question peut gérer. Jusqu'à une époque assez récente, les métiers à tisser à pied sont exploités principalement par des hommes, mais cette pratique est en train de changer. Les fils sont en coton, bien que la soie soit fréquemment entrelacée de coton dans des textiles destinés à un usage cérémonial. Après le contact européen, les élites ont commencé à utiliser des vêtements en peau de bête. 
À l'époque précolombienne, les femmes mayas tissent exclusivement avec des métiers à lanières, qui utilisent des bâtons et des sangles autour de la taille pour créer des tensions. Comme écrit par Mahler: le métier à sangle arrière, utilisé avant le contact avec l’Europe et encore utilisé par certains tisserands aujourd’hui, ne peut même pas exister par lui-même sans le support d’un montant commode à une extrémité et du corps du tisserand à l’autre. Le tisserand contrôle la tension par la direction dans laquelle il déplace son corps, et ouvre et ferme les chas dans lesquels des fils de trame sont insérés en soulevant des lices, en plaçant et en faisant pivoter la latte en bois, et en utilisant d’autres outils tenus à la main… Le métier à tisser lui-même semble être un simple appareil. Lorsque le tissu est terminé, il ne reste plus du métier à tisser qu’un tas de bâtons, mais des études sur cette technologie ont montré qu’il s’agissait en réalité d’un dispositif complexe, plus sensible aux impulsions créatrices du tisserand que le métier à tisser à pédale moderne introduit dans la région par les Espagnols. 
Après le contact avec l’Europe, les métiers à pédales sont introduits, bien que les métiers à lanières restent populaires. Il faut une discipline corporelle spécifique, telle que l'immobilité, l'équilibre et l'agenouillement pendant longtemps, pour pouvoir utiliser correctement les métiers à lanières, ce qui finirait par définir le comportement physique approprié pour les femmes. 

## Tenue traditionnelle avant le contact
Dans la civilisation maya, la robe typique d'un homme était une culotte de coton enroulée autour de la taille et parfois une chemise sans manches, blanche ou teinte en couleurs. Au vingtième siècle, les vêtements traditionnels masculins sont caractérisés par des articles spécifiques à quelques villes, notamment un saco (veste en laine) ou un capixaij (tunique), un pantalone (pantalon), une camisa (chemise), une ceinture ou un banda (ceinture), et une rodillera (tissu de laine de hanche). 
Une femme porte généralement un traje, qui combine un huipil et un corte, une jupe enveloppante tissée qui atteignait ses chevilles. Le traje est tenu ensemble avec un faja ou une écharpe portée à la taille. Les femmes et les hommes portent des sandales. 
Lorsque le climat est tempéré, les vêtements mayas sont moins nécessaires pour se protéger des éléments que pour la parure personnelle.[réf. nécessaire]Les clercs mayas et autres dignitaires portaient des tenues élaborées avec des bijoux. 
Les agriculteurs mayas portent des vêtements minimes. Les hommes portaient des pagnes simples ou une bande d'étoffe enroulée autour de leur taille.[réf. nécessaire] Les femmes possèdent deux vêtements: une longueur de tissu orné de trous pour les bras et la tête, appelé kub. Les deux sexes portent un rectangle de tissu plus lourd, en tant que manta, qui sert de suremballage par temps frais et de couverture la nuit. La manta sert également servi de store à la porte. 

## Huipil

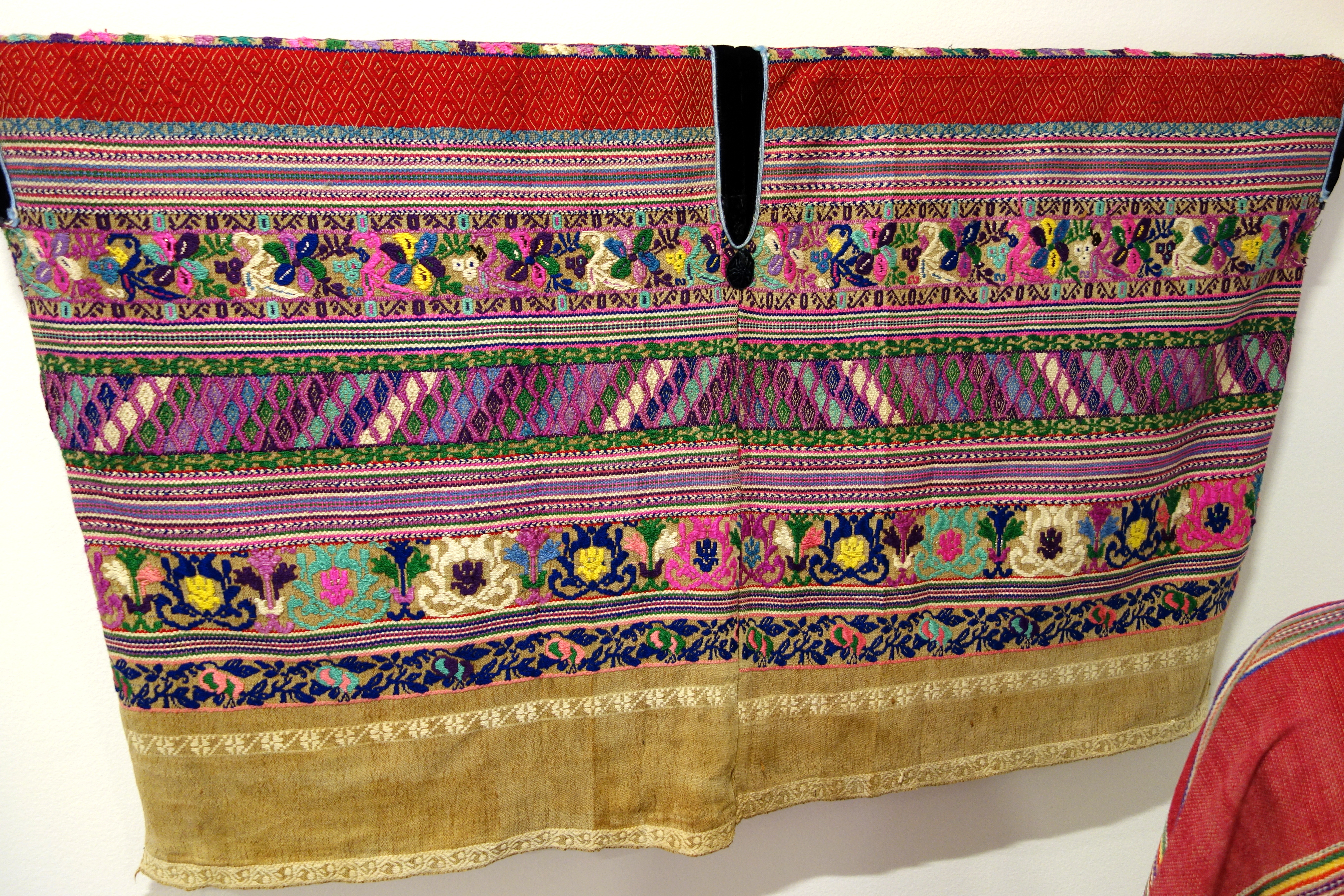
Huipil exposé au Musée du Textile du Canada à Toronto.

L'aspect le plus répandu et le plus influent des vêtements pour femmes dans les temps anciens est le huipil, qui occupe encore une place importante dans les cultures guatémaltèque et mexicaine. Le huipil est un vêtement rectangulaire ample avec un trou au centre pour la tête en coton léger. Il est généralement blanc avec des motifs multicolores à rayures croisées et en zigzag tissés dans le tissu selon la technique du brocart, encore utilisée de nos jours. Il peut être porté seul ou enfermé dans une jupe; cela dépend des différentes longueurs du huipil.  Ils sont souvent utilisés pour afficher la religion ou l'appartenance à une communauté. Différentes communautés ont tendance à avoir des conceptions, des couleurs et des longueurs différentes, ainsi que des huipils particuliers à des fins cérémonielles. Il était rare et souvent honteux de porter un motif de huipil d'une autre communauté du village; porter le huipil d’ une communauté lorsqu’ils visitaient un autre village était un signe de respect. Les textiles produits par les tisserands au sein des communautés mayas ont tendance à présenter des traits reconnaissables uniques propres à cette communauté, mais leur créativité n'est pas limitée. Au lieu de cela, la conception de la communauté sert de base à ce que les femmes devraient avoir, puis dans la conception de la communauté, les tisserands peuvent implémenter une variété de détails personnels pour créer un produit fini individuel. Un thème commun est d'exprimer des éloges à différents animaux kiuggkes autour du collier.  

## Ruban à cheveux

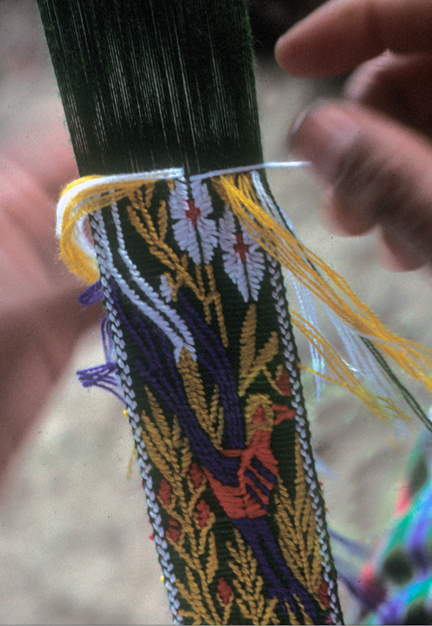
Détail du ruban à cheveux en cours de brochage sur un métier à lanière Jakaltek Maya.

Le ruban à cheveux est souvent la seule partie de la tenue traditionnelle encore tissée localement par les femmes sur un métier à lanière dorsale. Chaque groupe ethnique a non seulement sa propre manière de porter la ceinture de cheveux entrelacée ou enroulée autour de sa longue chevelure, mais les couleurs, les motifs, les largeurs et la manière d’installer le métier et d’incorporer les motifs géométriques et figuratifs dans le tissu sont distincts. Des ceintures de cheveux élaborées, tissées avec du fil plus fin avec des images plus complexes, sont portées lors d'occasions spéciales,. 

## Aspects idéologiques
Les vêtements classiques maya affichent toute leur diversité dans le contexte de la performance religieuse. Les divinités elles-mêmes et leurs imitateurs humains sont reconnaissables à leur tenue vestimentaire. Un bon exemple de ceci est le dieu de l'agriculture, Ah Mun, qui porte une jupe en filet composée de perles de jade vertes et une ceinture composée d'une grande coquille de spondyle recouvrant les reins, et qui est imité à plusieurs reprises par le roi et la reine. 

## Protection légale
En 2011, Efrain Asij, président de la Commission de la culture du Guatemala, propose des modifications législatives en faveur de la protection des textiles produits par les communautés autochtones. Il vante la valeur économique des textiles pour les femmes de ces communautés mayas, ainsi que le patrimoine culturel représenté dans ces dessins. Asij déclare que les motifs tissés mayas traditionnels risquent de perdre leur signification culturelle et leur valeur économique en raison du piratage et de la contrefaçon de vêtements mayas. Il appelle à la création d'écoles conçues pour former la prochaine génération de tisserands guatémaltèques, afin de s'assurer que cet art ancien et sacré continue d'être valorisé. Il propose également de mener une étude sur les ventes de vêtements mayas, en particulier pour identifier les problèmes d’exploitation de leurs créations et déterminer comment ces créations sont vendues. Asij propose aussi d'autoriser les communautés mayas à importer leur équipement de fabrication libre de taxes. Les communautés mayas pourraient également acheter de la publicité et exporter leurs textiles du Guatemala sans d'impôt. Tous les départements du gouvernement guatémaltèque sont censés promouvoir et participer à la protection de la production textile maya traditionnelle.  
En 2016, le Mouvement national des tisserands Maya, une coalition de tisserands de tout le Guatemala, présente au gouvernement national des modifications législatives. Trente coopératives de tissage de dix-huit communautés linguistiques du Guatemala soutiennent le mouvement dirigé par l'Association des femmes pour le développement de Sacatepéquez, connu sous son acronyme espagnol AFEDES.  Ils font valoir que les sociétés exploitent leur culture en masse produisant leurs conceptions qui dévalorise et dégrade en fin de compte et leur sacralité, et ils appellent à une protection légale remanié qui accorde  à chaque communauté maya la propriété intellectuelle collective de leurs conceptions traditionnelles.

## Textile de nos jours
De nos jours, les textiles mayas ont beaucoup changé dans les domaines du design, de la technique et des matériaux. Les Kaqchikel et les Kʼiche sont deux groupes ethnolinguistiques spécifiques qui ont encore de fortes traditions de tissage. Selon Schevill, des études sur le terrain révèlent que bon nombre des décisions de conception qu'un tisserand doit prendre pour produire un vêtement sont spontanées. Souvent, la seule décision consciente prise avant de commencer le processus de tissage est le choix des couleurs. Des modèles signifieraient des groupes ethniques et un statut social spécifiques, mais de nos jours, ils sont moins stricts et nécessitent davantage de créativité. Pour d'autres groupes, la tradition locale dicte au moins la composition générale des vêtements. Même si une dérogation à ces normes esthétiques n'est pas formellement interdite, cela laisse le tisserand ouvert au ridicule ou aux commérages. 
En plus des conceptions à main levée, de nouveaux matériaux sont introduits dans les textiles. Par exemple, ils incluent maintenant l’utilisation de rickrack (en) importés, de rubans, de fils métalliques, de fils de broderie bigarrés et de bordures en velours sur des vêtements tissés à la main. Tous ces éléments peuvent être considérés comme un jeu inventif de la part de l’artiste autochtone. 
Les femmes mayas, tisserandes de textiles, sont celles qui, pour la plupart, s'en tiennent à la tradition et portent les trajes. Les hommes mayas déclinent l'usage des vêtements traditionnels, principalement parce qu'ils veulent éviter le harcèlement ladino, alors que les femmes continuent à porter des vêtements de style autochtone pour symboliser leur travail, consistant à porter et à inculturer la prochaine génération et à perpétuer ainsi la culture maya.

## Lectures complémentaires
- Hearne, « The Silent Language of Guatemalan Textiles », Archaeological Institute of America, vol. 38, no 4,‎ july–august 1985, p. 54-57 (JSTOR 41730223)
- Mahler, Joy. "Vêtements et textiles des basses terres mayas." Archéologie de la Méso-Amérique du Sud 2, (nd): 581. Anthropologie Plus, EBSCOhost.
- (en) Simon Martin, Kathleen Berrin et Mary Ellen Martin, Courtly Art of the Ancient Maya : [exhibition, National gallery of art, Washington, Apr. 4-July 25, 2004, Fine arts museums, San Francisco, California palace of the legion of honor, Sept. 4, 2004-Jan. 2, 2005], Londres, Thames and Hudson, 2004, 16-198 p. (ISBN 0-500-05129-1, lire en ligne)
- O'Neale, Lila M. (1945). Textile des hautes terres du Guatemala . Washington DC: Carnegie Institution of Washington. p. 7–27.
- Schevill, Margot B (1993). Maya Textiles du Guatemala. Austin: Presses de l'Université du Texas. p. 8-60. .
- Stalcup, Ann, Mayan Weaving : A Living Tradition, The Rosen Publishing Group, coll. « Crafts of the worldl », 1999 (ISBN 0-8239-5331-9, lire en ligne), p. 9